# Straßenbahn Kayseri
Die Straßenbahn Kayseri ist das am 1. August 2009 eröffnete und unter der Bezeichnung Kayseray vermarktete Straßenbahnsystem der türkischen Stadt Kayseri.

## Geschichte

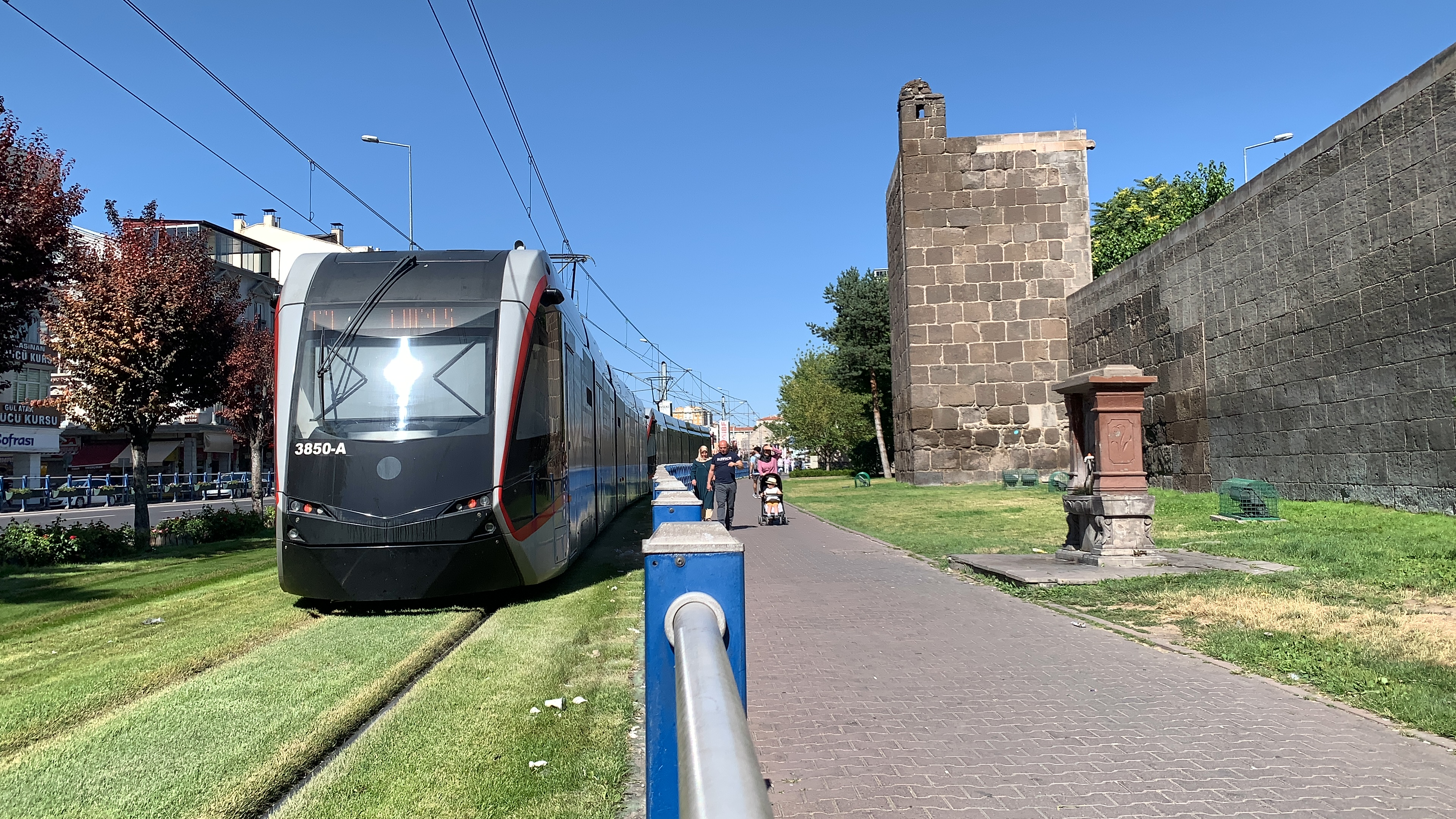
Fahrzeug von Bozankaya

Am 1. August 2009 wurde zunächst eine 17,1 km lange Ost-West-Strecke zwischen den Haltestellen Organize Sanayi und Doğu Terminali eröffnet. 2014 kamen eine östliche Streckenverlängerung sowie in zwei Stufen ein südöstlicher Streckenast hinzu. Mit der Eröffnung zweier weiterer Streckenäste erreichte das vollständig zweigleisige Netz im Jahr 2023 eine Streckenlänge von 45 km.
| Datum            | Abschnitt                                                                  | Länge in km |
| ---------------- | -------------------------------------------------------------------------- | ----------- |
| 1. August 2009   | Organize Sanayi – Anafartalar – Cumhuriyet Meydanı – Tuna – Doğu Terminali | 17,1        |
| 1. Februar 2014  | Doğu Terminali – İldem 5                                                   | 9,6         |
| 14. Februar 2014 | Tuna – Şehit Mustafa Şimşek – Lojmanlar                                    | 3,8         |
| 25. Oktober 2014 | Lojmanlar – Talas Cemil Baba                                               | 2,8         |
| 2. März 2023     | Anafartalar – Kumsmall AVM                                                 | 6,6         |
| 28. Oktober 2023 | Şehit Mustafa Şimşek – İzzet Bayraktar Camii                               | 5,0         |

## Linien
Es verkehren (Stand September 2024) vier Linien jeweils von Montag bis Samstag alle 16 Minuten. An Sonntagen werden die Linien T2 und T4 ebenfalls alle 16 Minuten bedient, die Linien T1 und T3 jedoch nur alle 20 Minuten.
| Linie | Verlauf                                                                              |
| ----- | ------------------------------------------------------------------------------------ |
| T1    | Organize Sanayi – Anafartalar – Cumhuriyet Meydanı – Tuna – Doğu Terminali – İldem 5 |
| T2    | Cumhuriyet Meydanı – Tuna – Şehit Mustafa Şimşek – Lojmanlar – Talas Cemil Baba      |
| T3    | Kumsmall AVM – Anafartalar – Cumhuriyet Meydanı – Tuna – Doğu Terminali – İldem 5    |
| T4    | Cumhuriyet Meydanı – Tuna – Şehit Mustafa Şimşek – İzzet Bayraktar Camii             |

## Fahrzeuge
Zunächst lieferte AnsaldoBreda von 2009 bis 2011 insgesamt 38 fünfteilige Zweirichtungswagen des Typs Sirio. Im Jahr 2016 und seit 2023 folgen 42 ebenfalls fünfteilige Multigelenkwagen von Bozankaya. Zunächst wurden die Fahrzeuge teilweise einzeln eingesetzt, inzwischen jedoch stets in Doppeltraktion.